# Chiesa di Santa Maria (Montelupo Fiorentino)
La chiesa di Santa Maria si trova in località Samminiatello, nel comune di Montelupo Fiorentino. In passato era nota con il nome di San Miniato o di Samminiatello per le ridotte proporzioni dell'edificio.

## Storia
La chiesa ha origini medievali, ma è stato più volte rimaneggiata, dal XVII al XIX secolo.

## Patrimonio artistico
All'interno conserva numerose opere d'arte:
- una Trinità e santi attribuita a Pier Francesco Foschi (XVI secolo)
- una Madonna col Bambino tra i santi Lorenzo e Ansano, attribuita all'ambito di Pier Francesco Fiorentino
- una Madonna e i santi Lucia, Sebastiano, Bartolomeo e Pietro martire della bottega di Ridolfo del Ghirlandaio (1524)
- un Crocifisso ligneo cinquecentesco
- una Natività della Vergine firmata e datata da Giovanni Nigetti (XVII secolo), fratello del più noto Matteo, collocata sull'altare maggiore, interessante esempio di pittura controriformata.

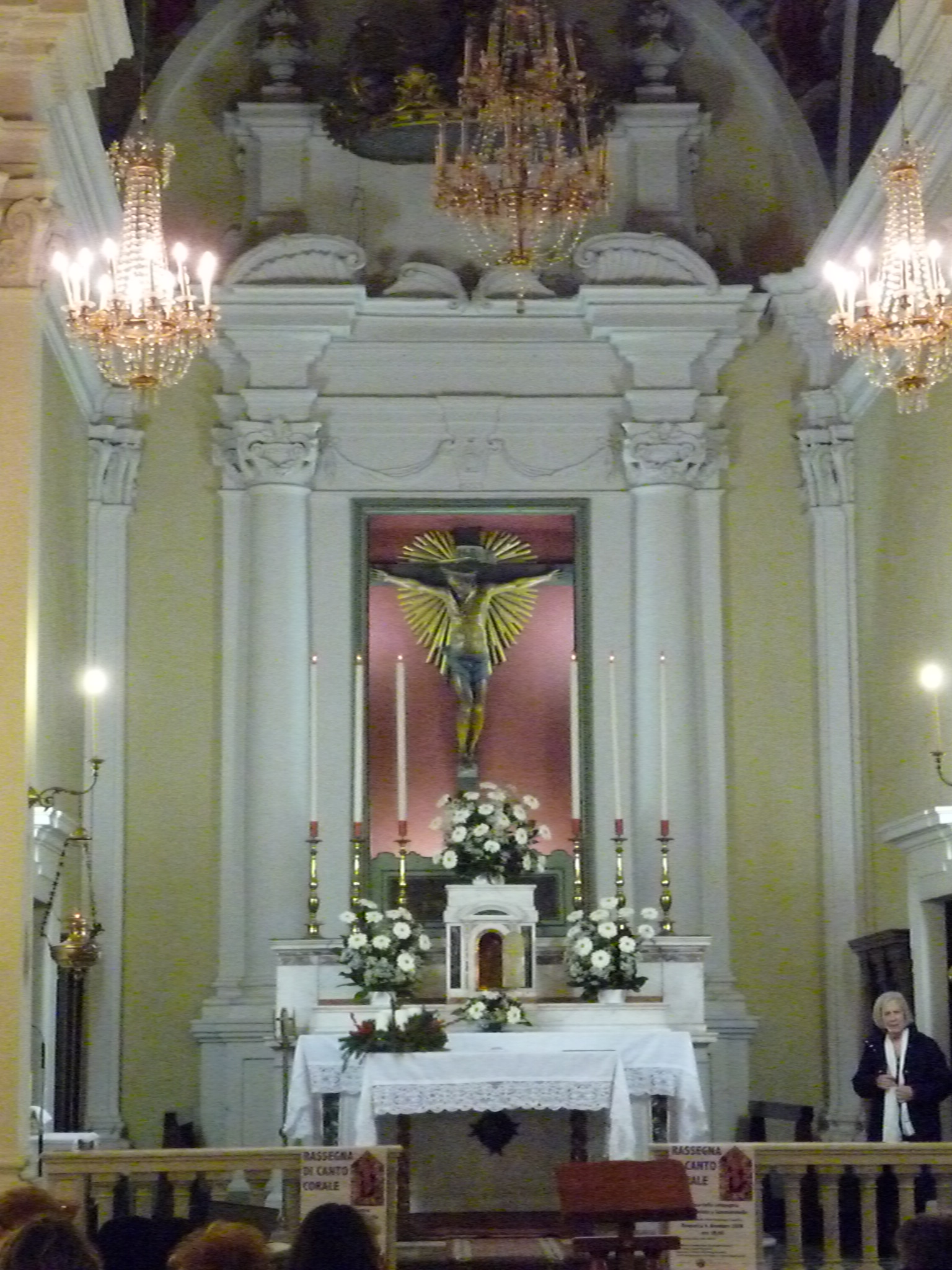
Altare
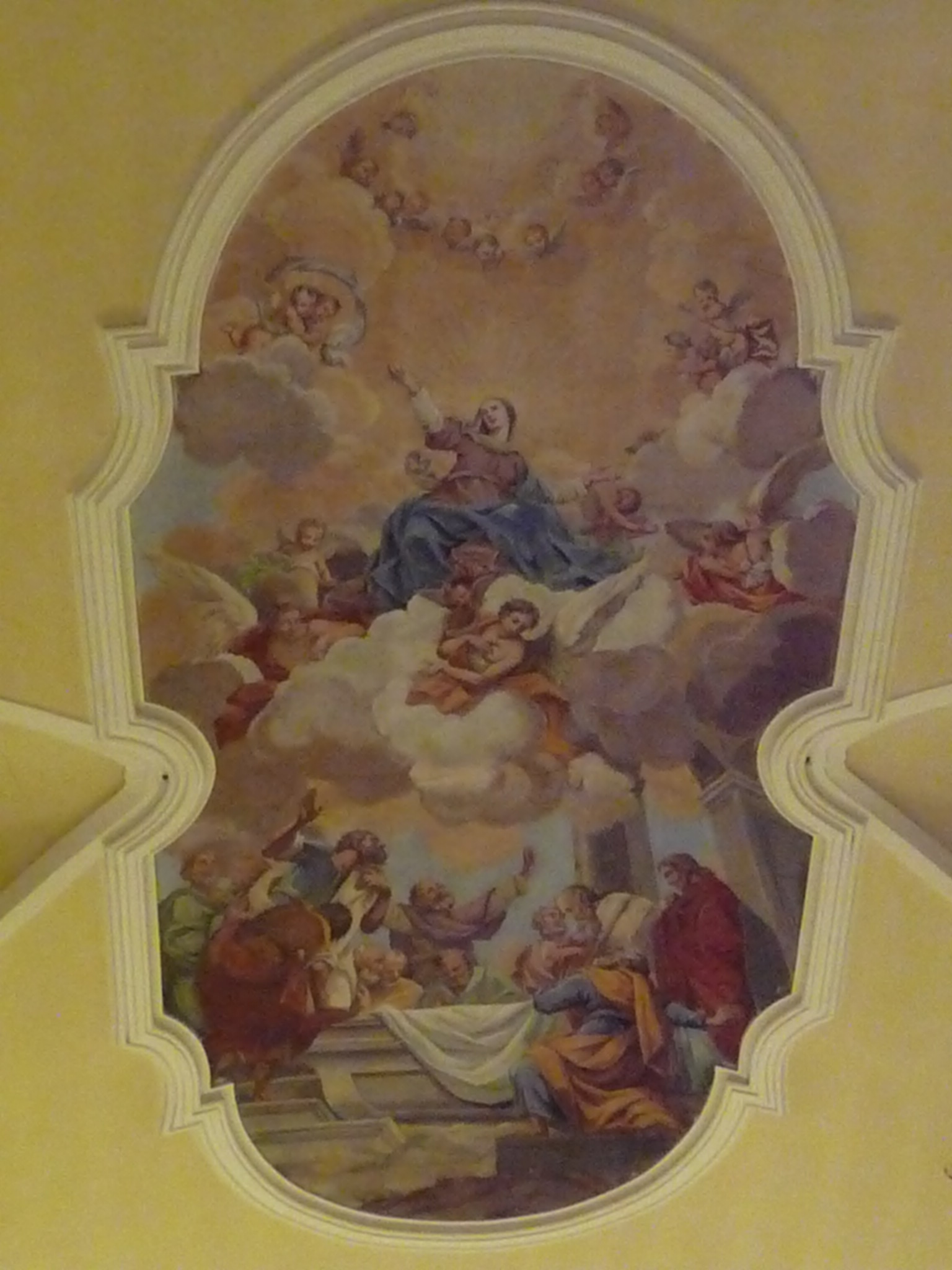
Assunzione di Maria (affresco sul soffitto)
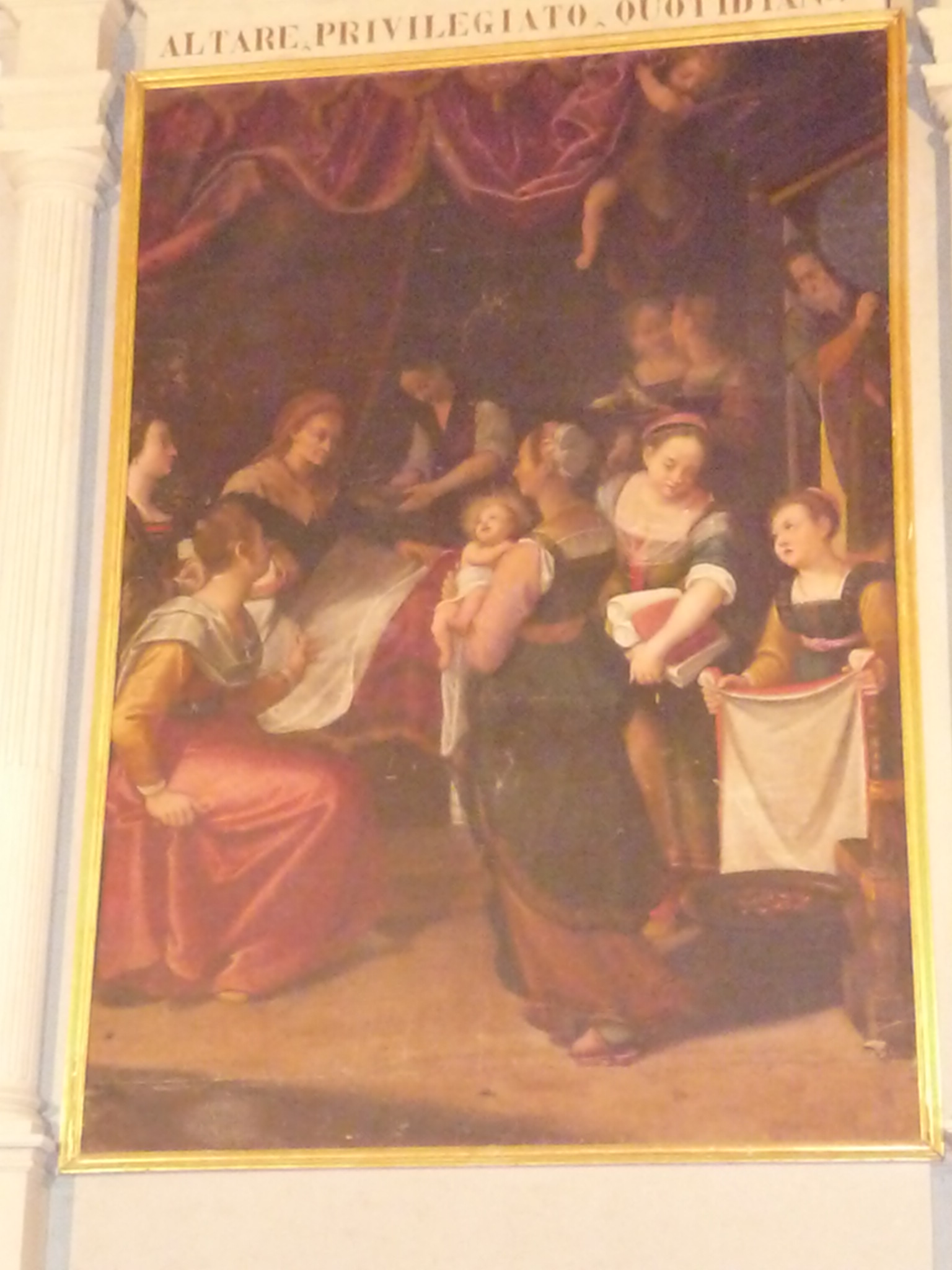
Natività della Vergine
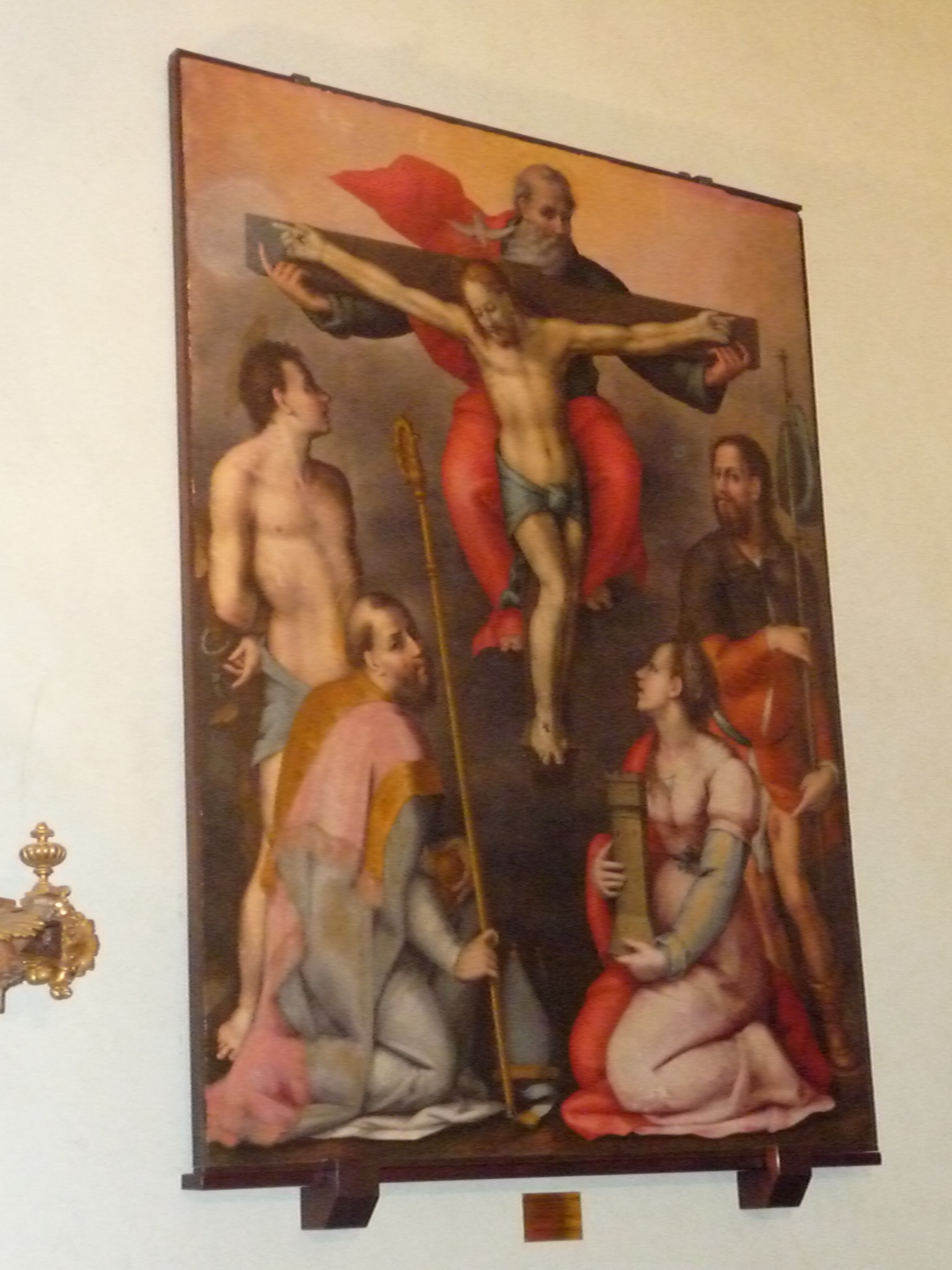
Deposizione della croce
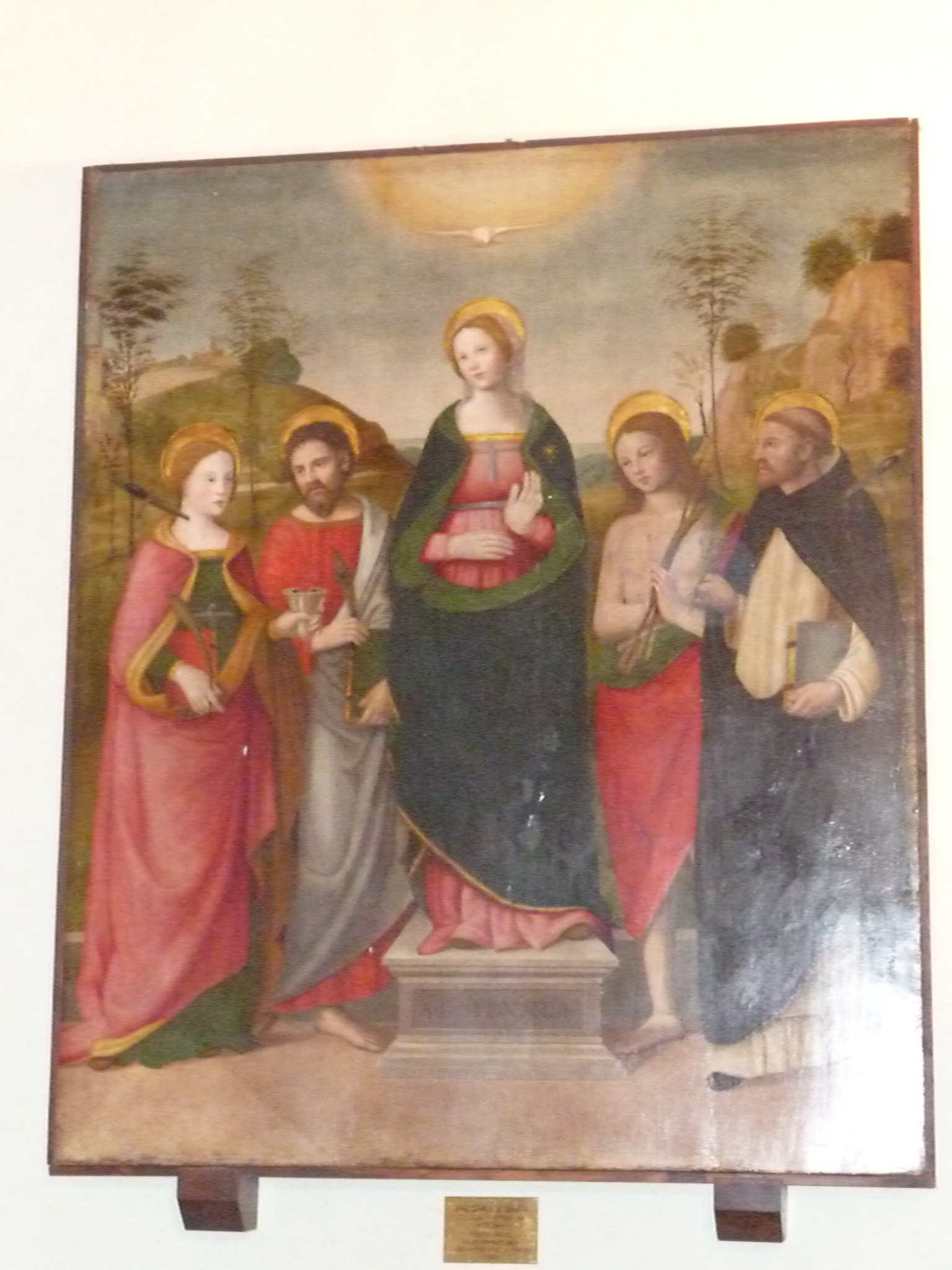
Madonna tra i Santi Lucia, Sebastiano, Bartolomeo e Pietro martire